# Donauberglandweg
Der Donauberglandweg ist ein etwa 57 Kilometer langer Prädikatswanderweg mit über 3200 Höhenmetern in vier Etappen mit jeweils einer Länge von 15 bis 20 km vom Lemberg bis zum Kloster Beuron.
Er führt entlang des Albtraufs über die südwestliche Schwäbische Alb (Region der 10 Tausender) und durch das Obere Donautal. Etwa die Hälfte der Strecke ist auf naturnahen Wanderwegen und Bergpfaden zu bewältigen. Er liegt in einem Dreieck zwischen Sigmaringen, Tuttlingen und Rottweil in Baden-Württemberg.

## Geschichte
Im Frühjahr 2008 wurde der Donauberglandweg vom Deutschen Wanderverband als erster Qualitätsweg Wanderbares Deutschland der Schwäbischen Alb zertifiziert und hat im Januar 2011 die alle drei Jahre erforderliche Überprüfung mit Erfolg bestanden.
Im Sommer 2013 wurde er anlässlich der Wahl „Deutschlands schönster Wanderweg“ zum zweitschönsten Wanderweg Deutschlands gewählt und im zweiten Halbjahr zum dritten Mal als Qualitätsweg nachzertifiziert. Es wurden dafür kleinere Modifikationen am Wegverlauf vorgenommen.

## Kurzbeschreibung
Der Donauberglandweg beginnt etwa ein Kilometer nördlich von Gosheim auf einem Wanderparkplatz und führt auf den Lemberg, dem höchsten Berg der Schwäbischen Alb. Danach geht es abwärts und durch den Ort Wehingen, anschließend wieder hoch auf den Kehlen und von dort oben immer entlang des Albtraufs zum Hummelsberg, zum Klippeneck mit Deutschlands höchstgelegenen Segelfluggelände und zum Dreifaltigkeitsberg. Der Weg führt weiter an Böttingen vorbei über den Alten Berg, hinein in das Schäfertal, nach oben auf eine Talkante zum Allenspacher Hof und später hinab und durch das langgezogene Lippachtal nach Mühlheim an der Donau. Ab Mühlheim steigt der Weg an zum „Gelber Fels“, kommt zur Kolbinger Höhle und fällt beim Gansnest-Turm steil abwärts nach Fridingen an der Donau. Von der Vorstadt geht es wieder aufwärts, wo die Strecke oberhalb des Donaudurchbruchs in einer Schleife auf einem Hochplateau entlang dem Knopfmacherfelsen, dem Stiegelesfelsen und dem Laibfelsen verläuft und von dort nach unten in das Durchbruchstal der Donau hinein führt. Kurz danach geht es durch das Wolfental hoch zur Burgruine Kallenberg, nach einer längeren und abwechslungsreichen Strecke durch Waldgebiete am Schloss Bronnen vorbei und schließlich wieder nach unten durch das Liebfrauental mit einer Lourdesgrotte zum Kloster Beuron.

## Sehenswürdigkeiten

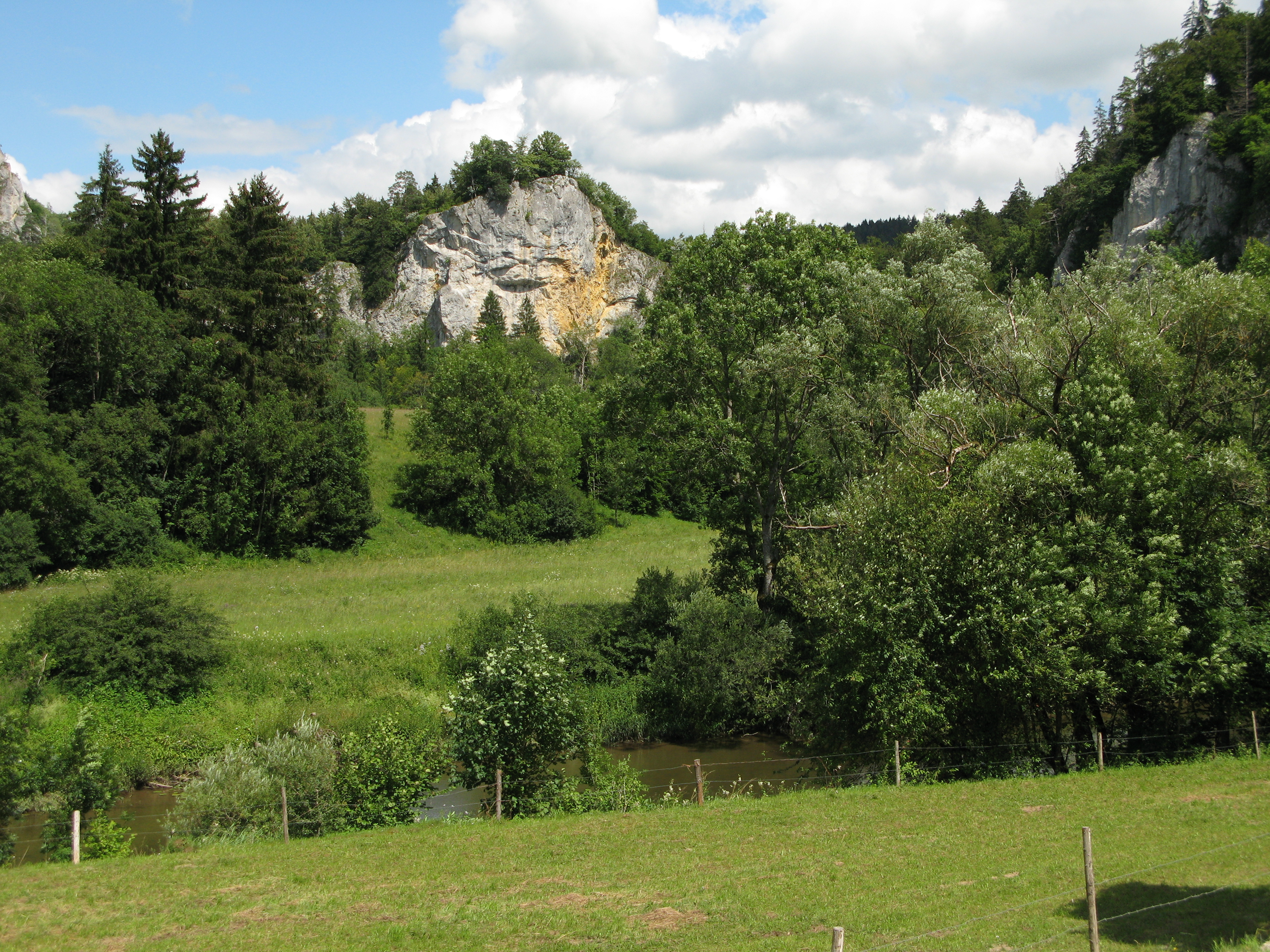
Donautal bei Fridingen

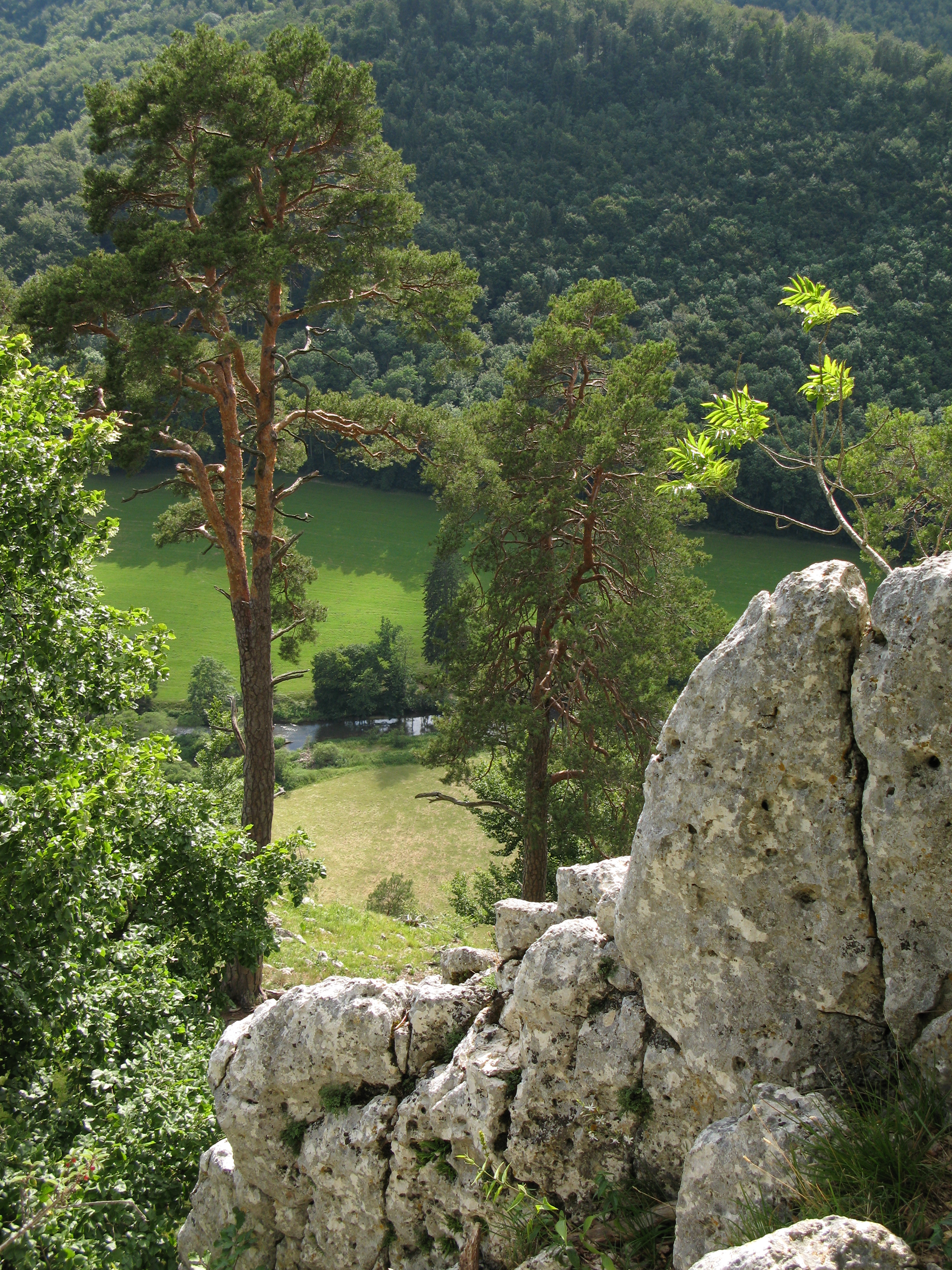
Donaudurchbruch bei Schloss Bronnen

Einige der aufgelisteten Sehenswürdigkeiten liegen nicht direkt auf der Strecke, sind aber gesondert ausgeschildert.
- Panorama vom Lembergturm
- Aussicht vom Kehlen mit dem weißen Gipfelkreuz
- Albkante und Blick vom Hummelsberg und Klippeneck
- Dreifaltigkeitsberg
- Panorama und Kapelle am Alten Berg bei Böttingen
- Schäfertal mit Schäferbrunnen
- Allenspacher Hof mit einer über 500 Jahre alten Hoflinde
- Aussicht vom „Glatter Felsen“ in das Lippachtal
- Lippachmühle und das Lippachtal
- Naturschutzgebiet Triebhalde im Lippachtal
- Oberstadt von Mühlheim und Galluskirche
- Felsenhöhle von Mühlheim
- Aussicht vom „Gelber Fels“
- Kolbinger Höhle
- Panorama vom Aussichtsturm Gansnest
- Klassische Aussicht von dem Knopfmacherfelsen in das Donaudurchbruchstal
- Stiegelesfelsen und Laibfelsen mit Sicht auf das Tal der Donau bei Fridingen
- Mattheiser Kapelle am Stiegelesfelsen
- Fridingen mit historischen Gebäuden
- Ruine Kallenberg und Überreste des Kallenberger Hofs
- Schloss Bronnen
- Bronner Höhle und Jägerhaushöhle
- Donautal beim Jägerhaus
- Liebfrauental mit der Mariengrotte
- Kloster Beuron
- Historische Holzbrücke über die Donau beim Kloster

## Verlauf
| Etappe | Start                  | Ziel                   | Strecke (km) | Höhenmeter (Aufstieg / Abstieg) | Gehzeit (h) | Schwierigkeit |
| ------ | ---------------------- | ---------------------- | ------------ | ------------------------------- | ----------- | ------------- |
| 1      | Lemberg                | Dreifaltigkeitsberg    | 15,0         | 550 / 750                       | 5½          | mittel        |
| 2      | Dreifaltigkeitsberg    | Mühlheim an der Donau  | 17,5         | 600 / 570                       | 6           | mittel        |
| 3      | Mühlheim an der Donau  | Fridingen an der Donau | 12,0         | 450 / 500                       | 0,4 ½       | mittel        |
| 4      | Fridingen an der Donau | Kloster Beuron         | 12,0         | 550 / 580                       | 4 ¾         | mittel        |

Wegweiser Donauberglandweg

Wegweiser zwischen den Wegpunkten

Die in der Tabelle oben aufgeführten Streckenlängen sind die kumulativ ermittelten Distanzen aus den direkten Entfernungen zwischen den einzelnen Wegpunkten, die durch die Wegweiser des Schwäbischen Albvereins an den Wegpunkten auf der Strecke auf den jeweiligen Etappen angegeben sind und auf volle 500 Meter aufgerundet. Einzelne touristische Ziele wie der Dreifaltigkeitsberg mit der Kirche, die historische Oberstadt von Mühlheim und der Ortskern von Fridingen liegen nicht direkt auf dem Donauberglandweg und bleiben somit außen vor und müssen ggf. gesondert berücksichtigt werden.
Die Wegbeschaffenheit des Prädikatswanderweges ist zu 49 % naturbelassen, zu 38 % mit sonstigem Untergrund versehen und zu 13 % asphaltiert. Der Weg ist durch den Schwäbischen Albverein mit gelben Wegweisern und einheitlichen Wegzeichen (blau-grüner Kreis) markiert. Die einzelnen Etappen können bei Bedarf individuell eingeteilt werden.
Alle Höhenangaben in den Wegbeschreibungen liegen in Normalhöhennull vor.

### Erste Etappe: Lemberg – Dreifaltigkeitsberg

#### Übersicht

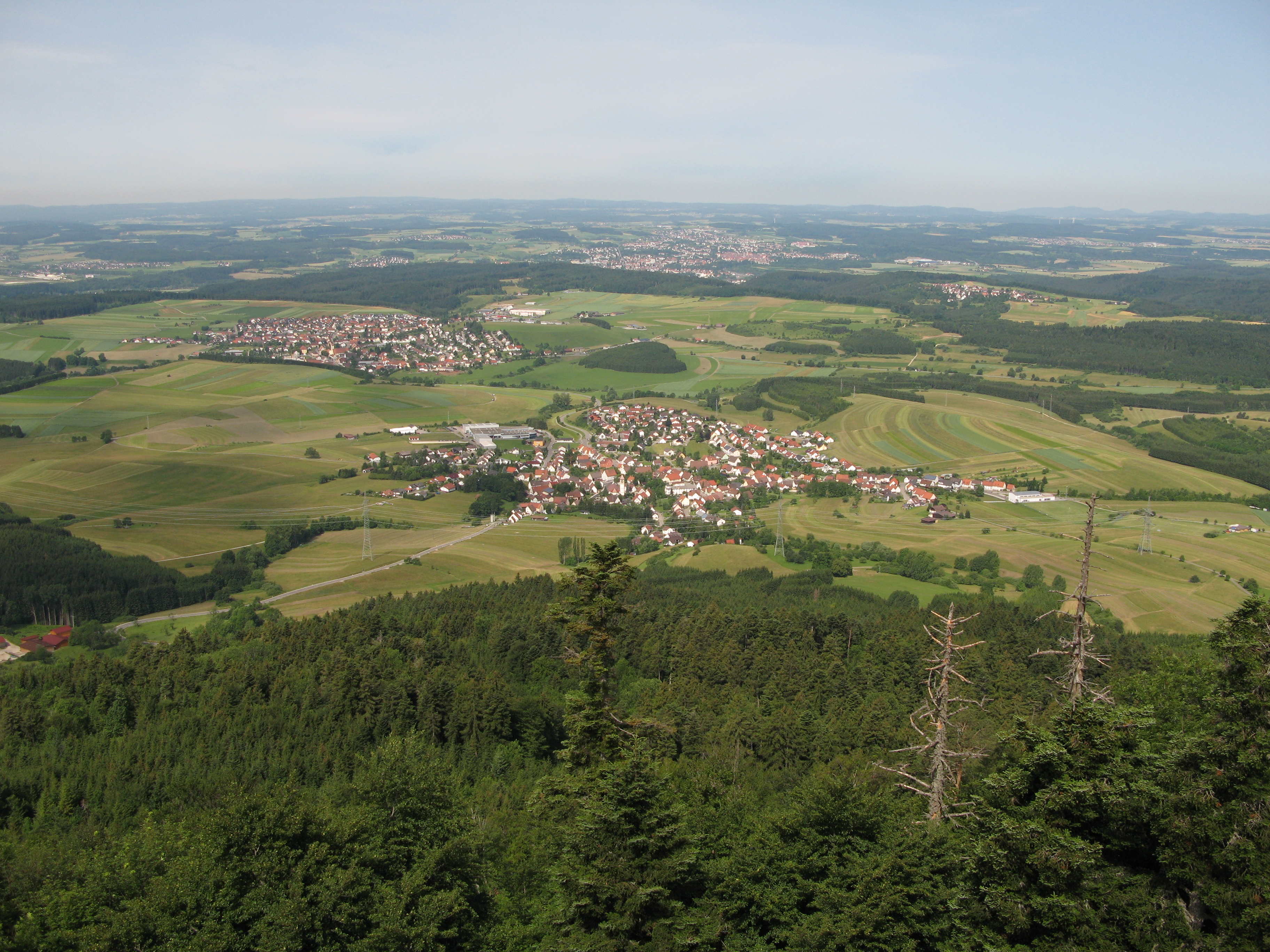
Sicht nach Westen vom Lemberg-Turm

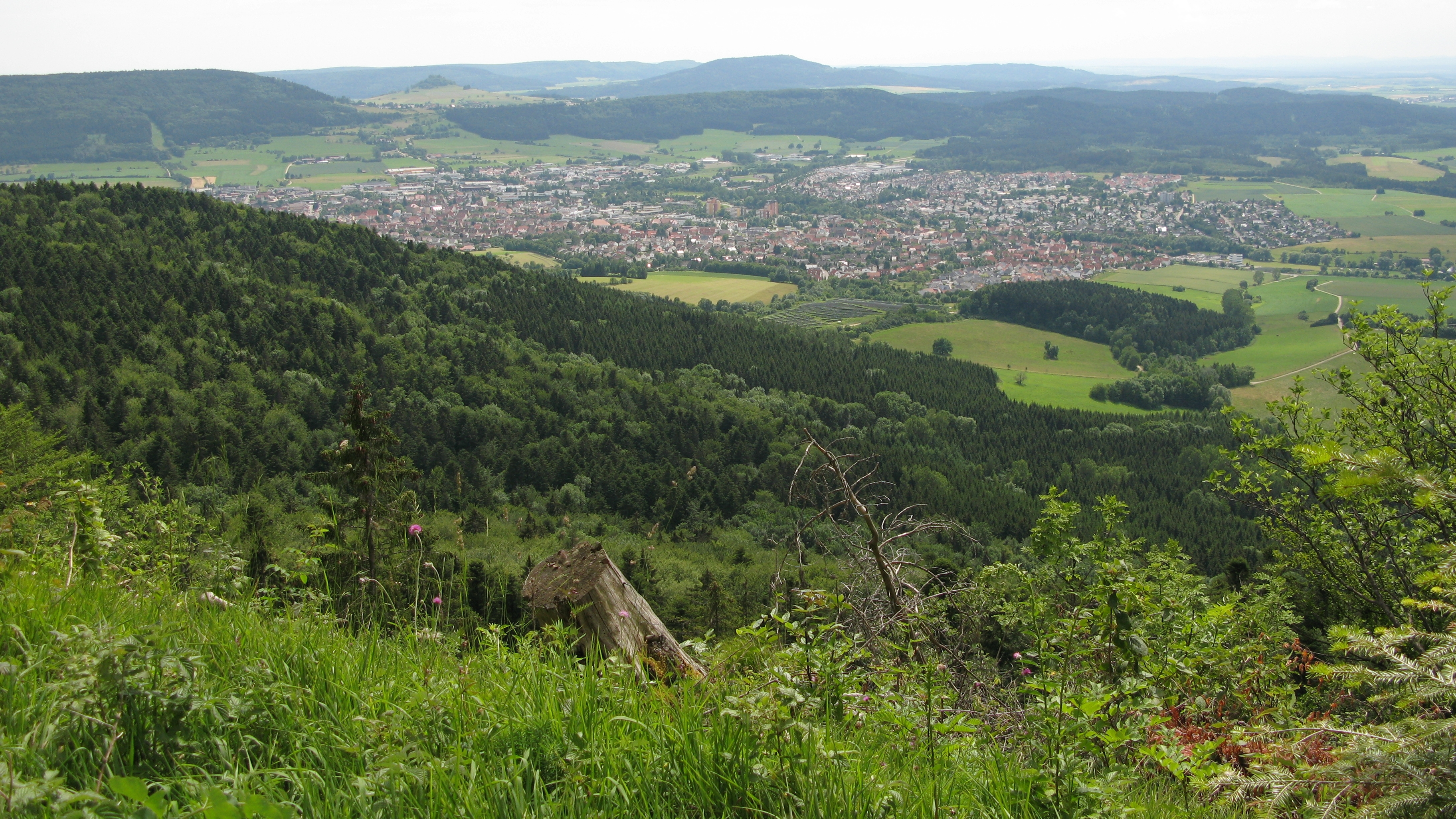
Blick auf Spaichingen

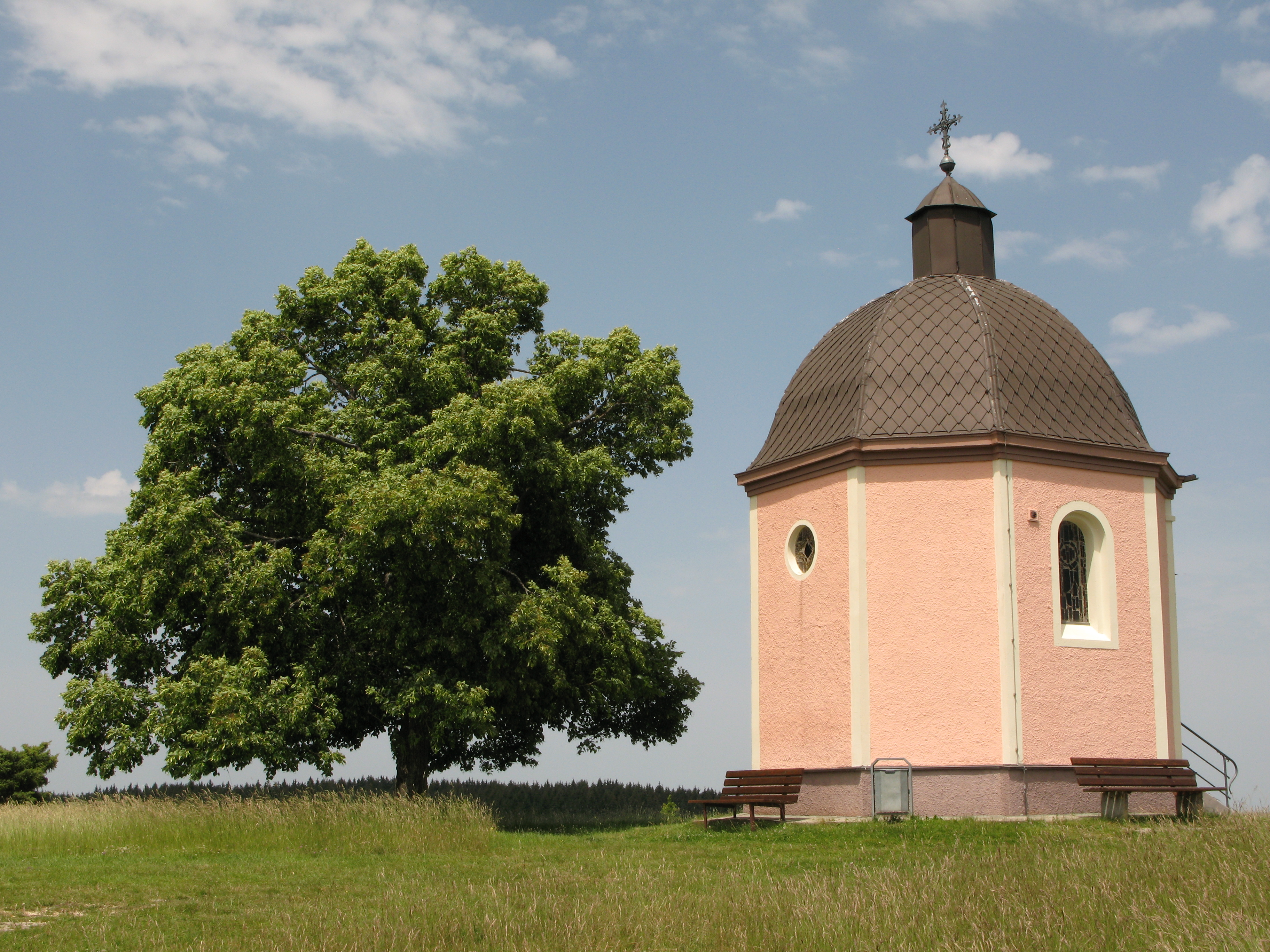
Kapelle auf dem Alten Berg bei Böttingen

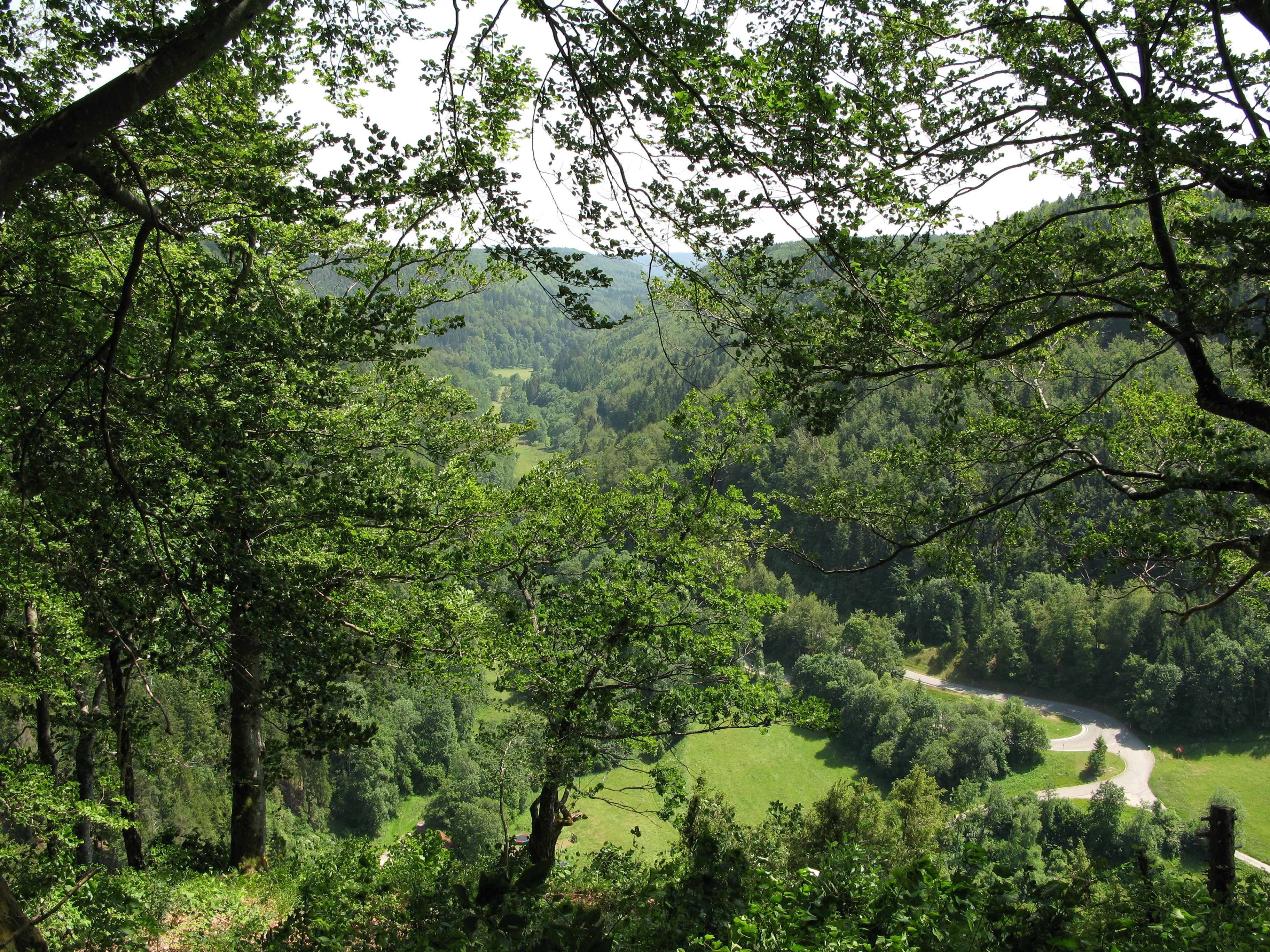
Blick vom Glatten Felsen in das Lippachtal bei Mahlstetten

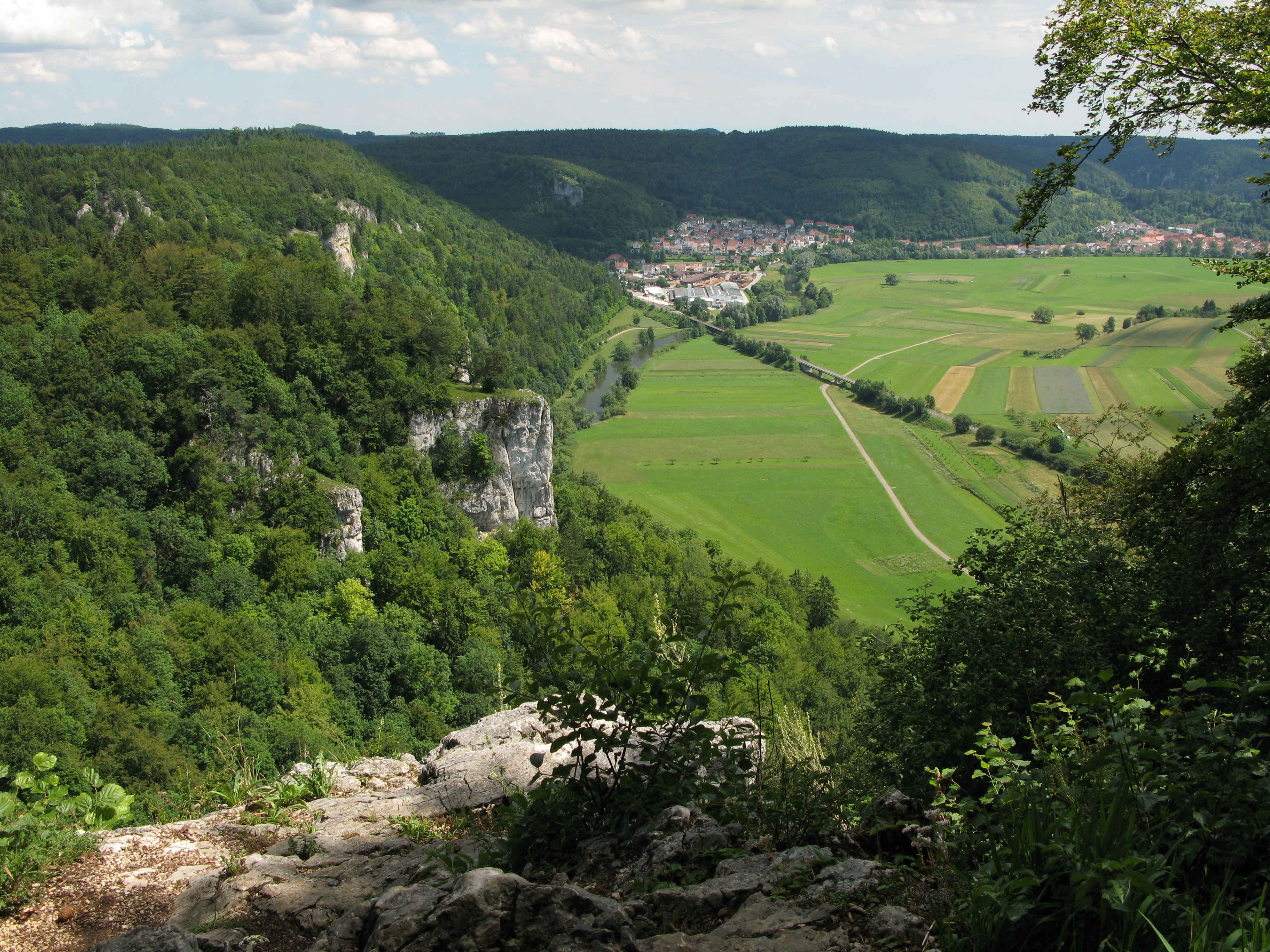
Fridingen im Donautal

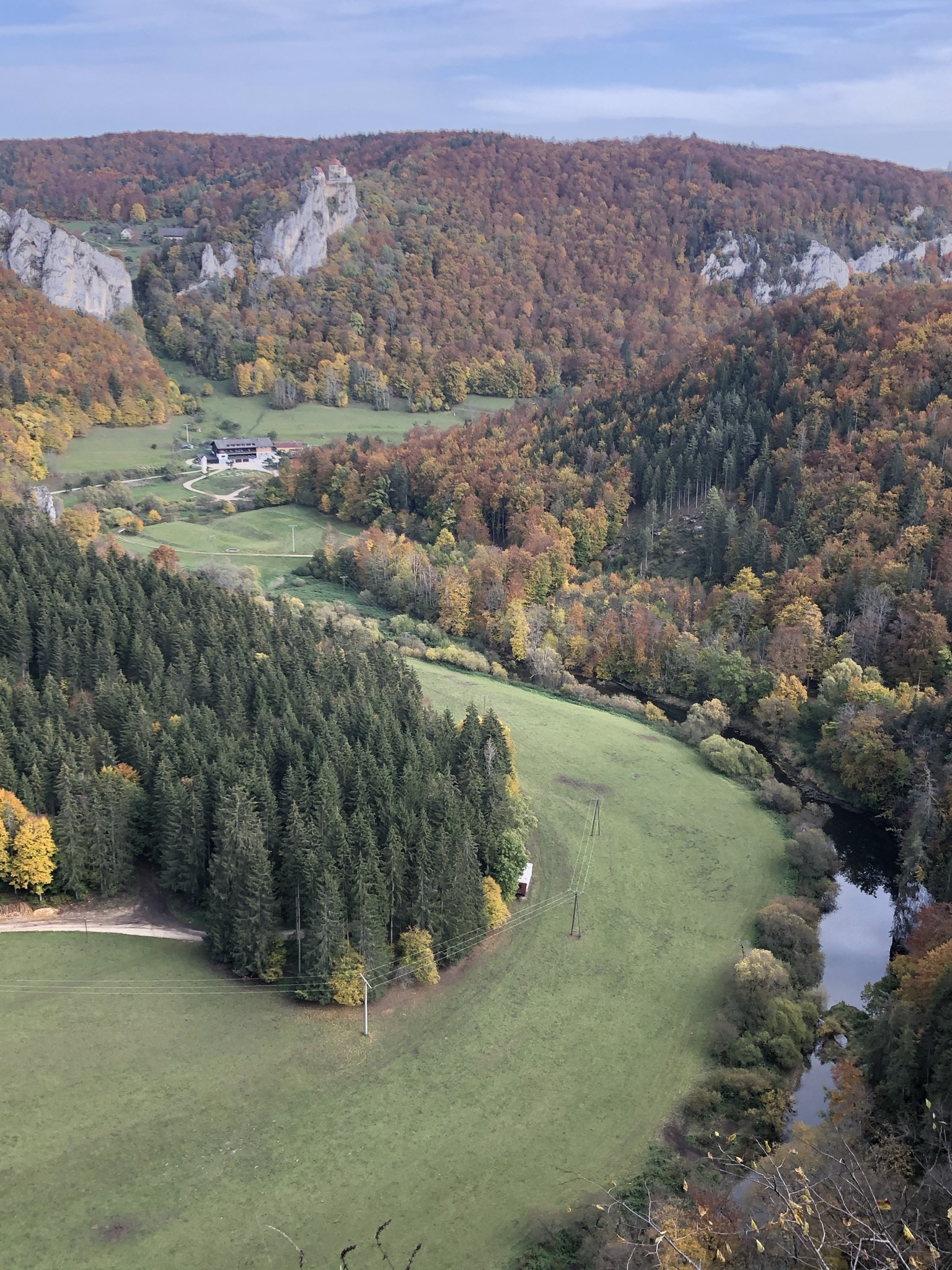
Schloss Bronnen und das Jägerhaus

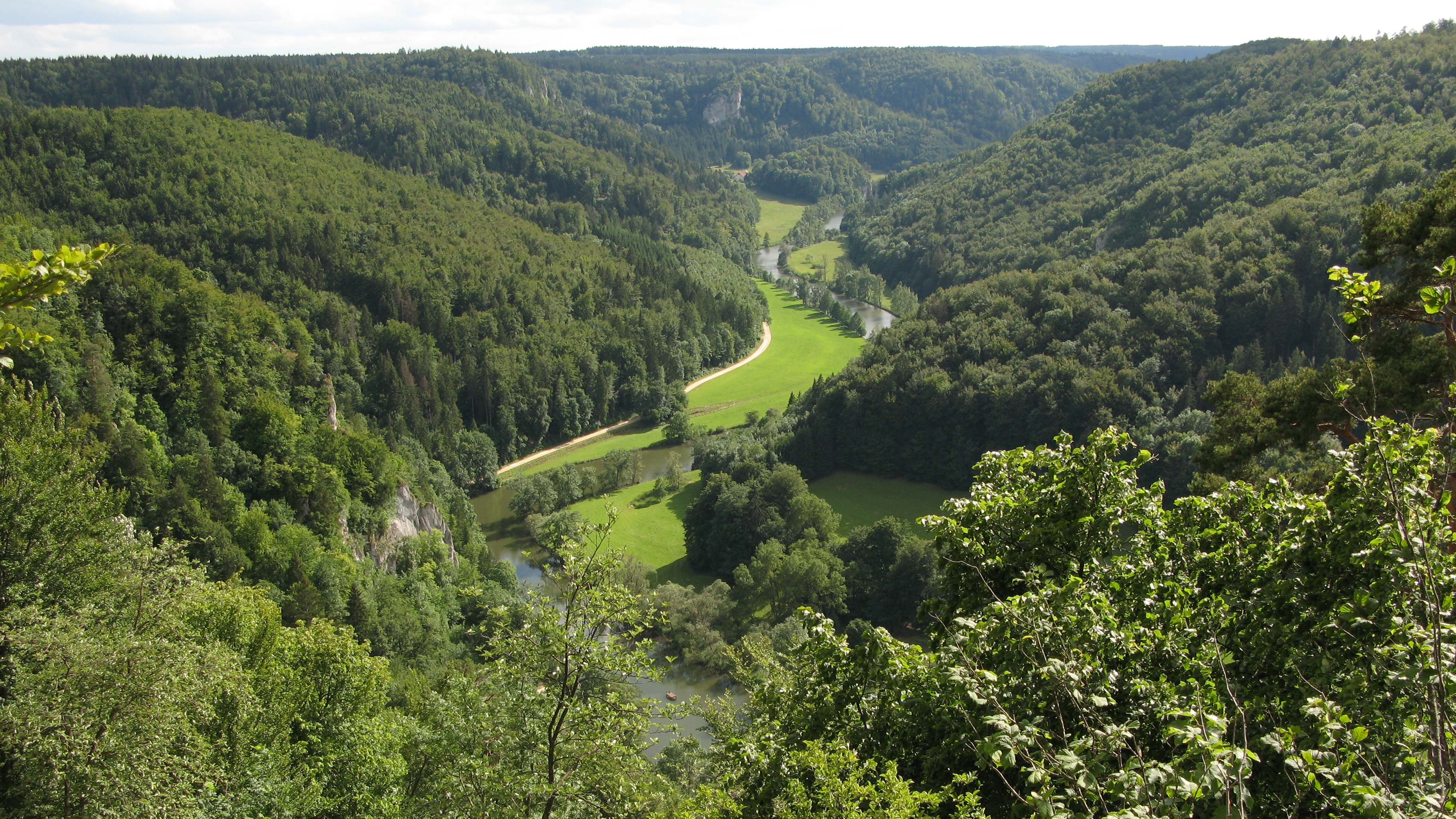
Donaudurchbruch ab Fridingen

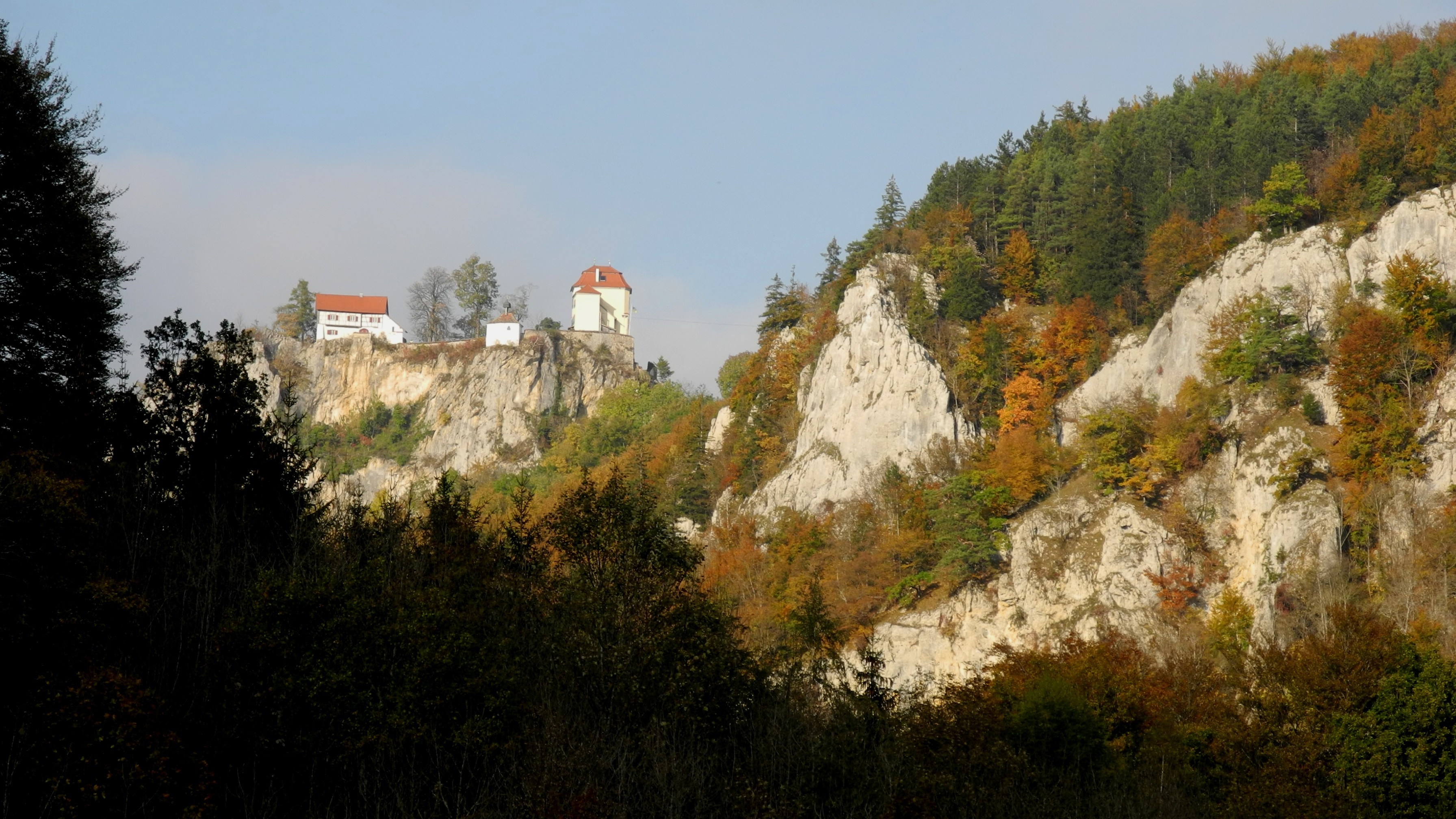
Schloss Bronnen

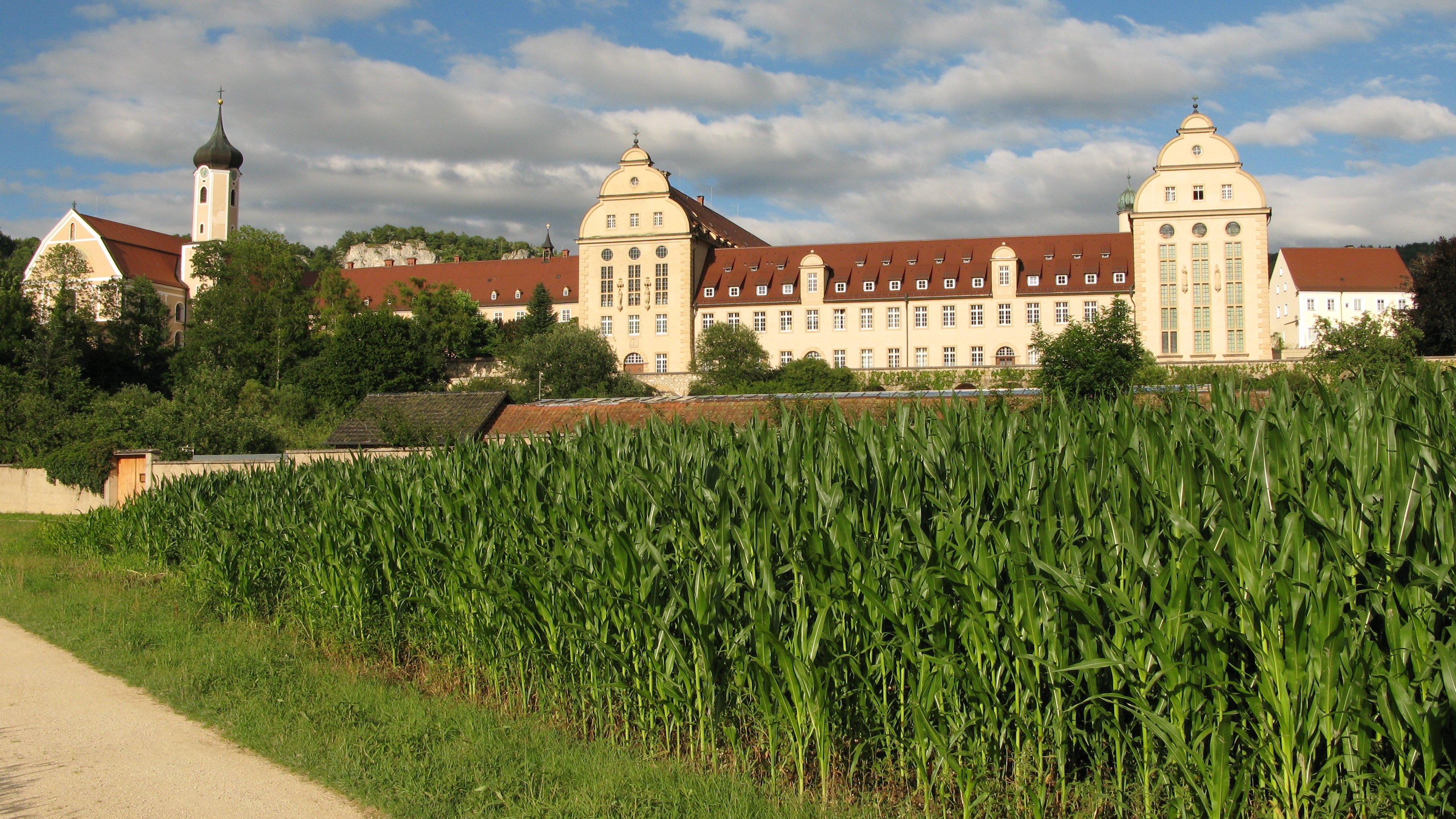
Kloster Beuron

- Distanz: 15 km (bis Wegweiser Schrofe)
- Gehzeit: ca. 5 ½ Stunden
- Schwierigkeit: mittel

| Ort/Sehenswürdigkeit                | Strecke (km) | Höhe (m ü. NHN) | Weitere Informationen |
| ----------------------------------- | ------------ | --------------- | --- |
| Lemberg-Parkplatz (Wanderparkplatz) | 0,0          | 0.871           | Etwa 1 Kilometer nördlich von Gosheim an der Kreisstraße K 5905 gelegen.                                                 |
| Lemberg                             | 0,8          | 1.015           | Lembergturm (Aussichtsturm), Wanderhütte und Grillplatz                                                                  |
| Lembergsattel                       | 0,6          | 0.925           | Gebirgspass zwischen Hochberg und Lemberg                                                                                |
| Unterm Schänzle                     | 2,0          | 0.900           | |
| Bürgle-Kapelle                      | 0,4          | 0.865           | Kapelle, Kreuzweg, Lourdesgrotte und oberhalb ein Parkplatz                                                              |
| Wehingen                            | 1,6          | 0.777           | Rathaus und Ortsmitte |
| Knieschnäpperle                     | 1,0          | 0.900           | Steiler Bergpfad von Wehingen zum Hochwaldgipfel                                                                         |
| Nackwegle                           | 1,3          | 0.932           | Kreuzung mit dem Schwäbische-Alb-Nordrand-Weg (Hauptwanderweg 1)                                                         |
| Kehlen                              | 0,6          | 1.001           | Aussicht am Gipfelkreuz und Grillplatz                                                                                   |
| Quirinskapelle                      | 0,5          | 0.987           | Kapelle |
| Hummelsberg                         | 3,3          | 1.002           | Wegpunkt/Wegweiser |
| Klippeneck                          | 0,8          | 0.980           | Gasthaus, Segelfluggelände, Aussichtsmöglichkeit                                                                         |
| Heuberger Wasen                     | 0,2          | 0.970           | Steilkante mit Aussichtsmöglichkeiten                                                                                    |
| Kreuzsteige                         | 0,5          | 0.979           | Kreuzsteighütte (Schutzhütte)                                                                                            |
| Schrofe                             | 1,4          | 0.963           | Der Donauberglandweg zweigt von hier nach links in Richtung Böttingen ab. Kreuzung mit dem Schwäbischen-Alb-Nordrand-Weg |
| Dreifaltigkeitsberg                 | 0,7          | 0.985           | Kloster, Kirche und Gaststätte Ein Weg führt steil hinunter in ca. 2,5 km nach Spaichingen (Bahnhof).                    |

#### Wegbeschreibung

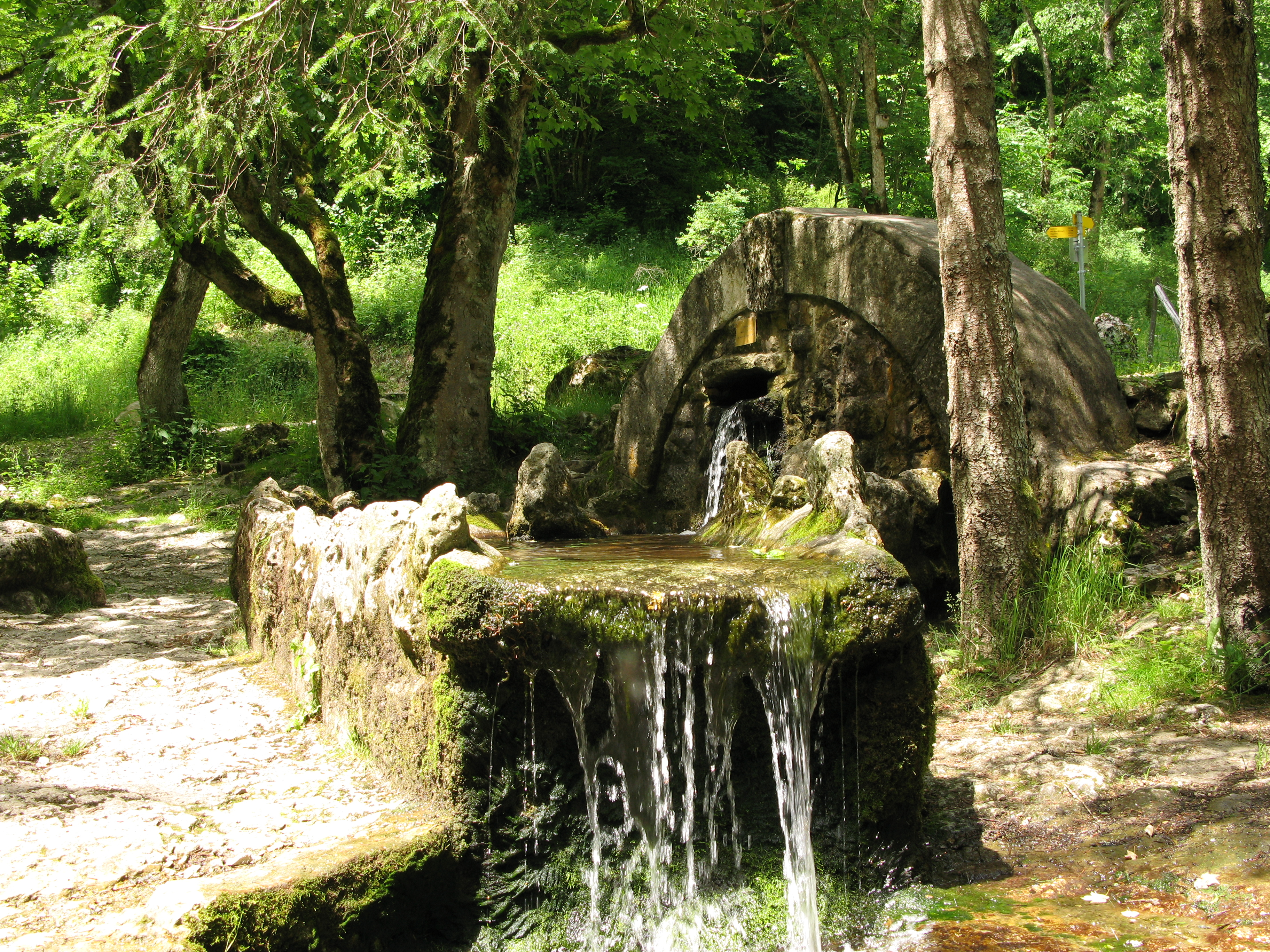
Brunnen im Schäfertal bei Böttingen

Die erste Etappe des Donauberglandweges beginnt an dem an der Kreisstraße K 5905 gelegenen Wanderparkplatz, direkt unterhalb des höchsten Bergs der Schwäbischen Alb, dem Lemberg (1015 m ü. NHN), nördlich bei der Gemeinde Gosheim und östlich von Rottweil im Landkreis Tuttlingen.
Nach einem kurzen, steilen, waldreichen und in einem Landschaftsschutzgebiet gelegenen Aufstieg ist der Lemberg erreicht. Vom Lemberg-Turm gibt es je nach Wetter eine Rundumsicht bis hin zu den Alpen, dem Schwarzwald und dem Nordrand der Schwäbischen Alb.

Der Abstieg nach Wehingen erfolgt über den Lembergsattel (925 m), bleibt dabei oft noch im Wald bis zu der Bürgle-Kapelle, mit einem im Anschluss anzutreffenden kurzen Kreuzweg und einer Lourdes-Grotte. Die weitere Strecke nach Verlassen des Waldes in den Ort hinein ist asphaltiert. Wehingen liegt wie der Lemberg, Gosheim und die späteren Etappenorte Klippeneck und der Dreifaltigkeitsberg auf dem Heuberg.

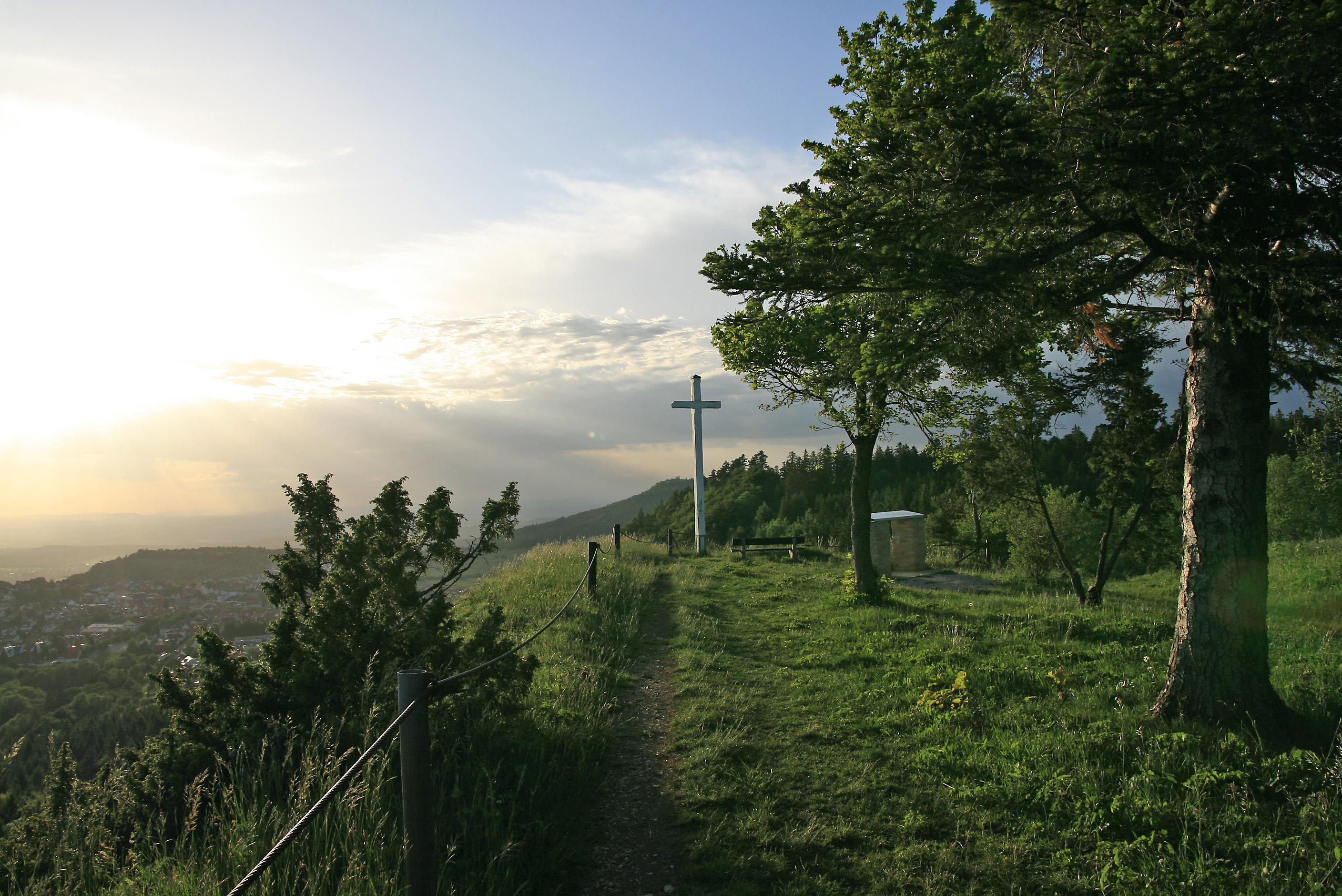
Auf dem Kehlen mit dem Gipfelkreuz

Nach der Durchquerung der Ortsmitte von Wehingen (777 m) nimmt die Strecke daraufhin einen oft bewaldeten und teilweise steileren Anstieg auf den aussichtsreichen Kehlen (1001 m), mit seinem weißen Gipfelkreuz und Grillplatz. Dabei trifft der Weg unterwegs am Wegweiser Nackwegle (932 m) noch auf den Schwäbischen-Alb-Nordrand-Weg (Hauptwanderweg 1) des Schwäbischen Albvereins. Auf der Hochebene angekommen führt der häufig waldfreie Weg immer entlang der Albkante zunächst an der Quirinskapelle (987 m) vorbei zum Hummelsberg (1002 m) und zum Klippeneck (980 m), mit Deutschlands höchstgelegenen Segelfluggelände. Nach etwa zwei Kilometern durch ein Waldgebiet zweigt der Donauberglandweg an einer Wegkreuzung nach links in Richtung Böttingen ab. Das Etappenziel, der Dreifaltigkeitsberg mit dem Kloster und der 1666 erbauten Wallfahrtskirche, die Dreifaltigkeitskirche, werden nach gut 700 Metern auf dem Weg nach rechts erreicht. Nach Spaichingen hinunter gelangt man auf einem steileren und meistens geradeaus verlaufenden Weg nach etwa 2,5 km.

### Zweite Etappe: Dreifaltigkeitsberg – Mühlheim an der Donau

#### Übersicht
- Distanz: 17,3 km (ab Wegweiser Schrofe)
- Gehzeit: ca. 6 Stunden
- Schwierigkeit: mittel

| Ort/Sehenswürdigkeit | Strecke (km) | Höhe (m ü. NHN) | Weitere Informationen |
| -------------------- | ------------ | --------------- | --- |
| Dreifaltigkeitsberg  | 0,0          | 985             | Kloster, Kirche und Gaststätte |
| Schrofe              | 0,7          | 963             | Der Donauberglandweg zweigt von hier nach links in Richtung Böttingen ab. Kreuzung mit dem Schwäbische-Alb-Nordrand-Weg               |
| Böttingen            | 3,6          | 950             | Wegpunkt Friedhof, Ortseingang |
| WP Alter Berg        | 0,8          | 951             | Wegpunkt, liegt unterhalb des Bergs                                                                                                   |
| Alter Berg           | 0,6          | 980             | Rundkapelle und Panorama |
| Storchentäle         | 0,5          | 938             | |
| Schäfertal           | 1,6          | 870             | |
| Schäferbrunnen       | 0,5          | 851             | Brunnen und Rastplatz mit Grillstelle                                                                                                 |
| Allenspacher Hof     | 0,3          | 898             | Naturdenkmal Allenspacher Hoflinde |
| Lippachmühle         | 2,8          | 767             | Gasthof |
| Wolfensteige         | 1,6          | 727             | Grillplatz |
| Unter dem Galgenberg | 4,1          | 661             | |
| Mühlheim             | 0,9          | 640             | Wegweiser Mühlenhöschle Bahnhof in 0,5 km und Oberstadt in 1,0 km Der Donauberglandweg führt nach links in Richtung Fridingen weiter. |

#### Wegbeschreibung
Die zweite Etappe beginnt am Wegweiser Schrofe, gut 700 m von der Dreifaltigkeitskirche oberhalb Spaichingens entfernt und führt von der Hochfläche der Alb durch das Lippachtal meistens absteigend nach Mühlheim an der Donau hinunter.
Die ersten gut 1,5 km der ca. 3,6 km langen Strecke bis zum Ortsrand von Böttingen (Friedhof) verbleiben noch in einem Waldgebiet. Böttingen wird auf dem Spaichinger Weg nur am südlichen Ortsrand berührt, danach für ein kurzes Stückchen an der nach Mahlstetten führenden Kreisstraße K 5900 entlang.
Auf dem Hausberg von Böttingen, dem Alten Berg (980 m ü. NHN), befindet sich eine kleine 1919 eingeweihte Rundkapelle. Sie wird nach einem kurzen Aufstieg durch Wacholderheiden und an einigen Bildstöcken vorbei erreicht. Eine Sicht von der Kuppe bis zu den Alpen ist je nach Wetterlage möglich.
Auf einem kleinen Pfad durch die Wacholderheiden geht es zunächst vom Alten Berg in südlicher Richtung hinunter in einen Wald. Die Strecke vollzieht am nächsten Wegpunkt Storchentäle eine Schleife und orientiert sich etwas später durch ein Naturschutzgebiet nordöstlich in Richtung Schäfertal, dabei wird auf dem Weg dahin die Kreisstraße K 5900 überquert. Vor dem Eintritt in das Schäfertal, mit seinen teilweise sichtbaren Felsen, ist noch einmal beim weiteren Abstieg der östliche Ortsrand von Böttingen zu sehen. In diesem Tal befindet sich der Schäfertalbrunnen mit dem dazugehörigen Rastplatz.

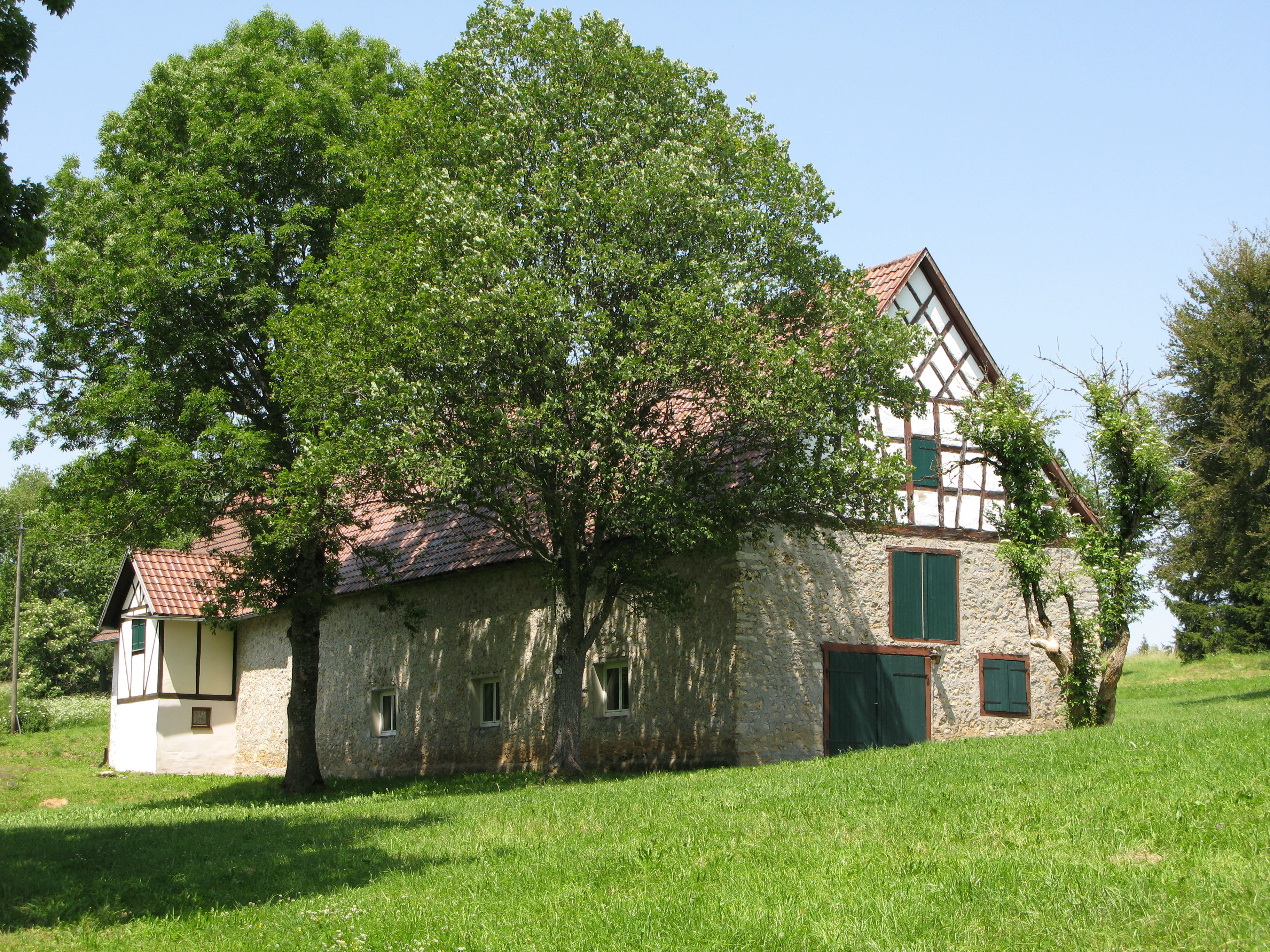
Allenspacher Hof bei Böttingen

Vom Schäfertal aufwärts führt der Weg zum Allenspacher Hof, von wo ein teilweise schmaler und auch wurzeliger Streckenabschnitt oberhalb der felsigen und bewaldeten Talkante beginnt. Dabei sind immer wieder auf einigen Abschnitten und von felsigen Vorsprüngen wie zum Beispiel von dem Auchten (915 m) und dem Glatten Felsen (900 m) aus Blicke in das Lippachtal und nach Mahlstetten auf der anderen Talseite oberhalb möglich. Der Abstieg zur Lippachmühle mit etwa 150 Höhenmeter ist dabei steil und steinig.
Die Strecke ab der Lippachmühle durch das langgezogene Lippachtal in Richtung Mühlheim bleibt auf den knapp 6 Kilometern meistens auf schattigen Abschnitten. Nach Ende des Tals geht es auf einen kurzen, steilen Pfad noch einmal aufwärts, bis etwas oberhalb eines Neubaugebiets von Mühlheim. Dabei fällt der Blick in das Tal und dem Naturpark der Donau mit dem weiteren Verlauf der kommenden, dritten Etappe. Die Oberstadt von Mühlheim ist nach etwa einem Kilometer am Rande des Donauberglandweges, ausgehend vom letzten Wegpunkt Mühlenhöschle dieser Etappe erreicht.

### Dritte Etappe: Mühlheim an der Donau – Fridingen an der Donau

#### Übersicht
- Distanz: 12,0 km
- Gehzeit: ca. 4 ½ Stunden
- Schwierigkeit: mittel

| Ort/Sehenswürdigkeit | Strecke (km) | Höhe (m ü. NHN) | Weitere Informationen                                                                                                |
| -------------------- | ------------ | --------------- | --- |
| Mühlheim             | 0,0          | 640             | Wegweiser Mühlenhöschle Bahnhof in 0,5 km und Oberstadt in 1,0 km                                                    |
| Gelber Fels          | 0,1,5        | 801             | Aussicht mit Sitzgelegenheit auf Mühlheim, die Donau und den Durchbruch                                              |
| Einschlag            | 0,1,5        | 820             | |
| Kolbinger Höhle      | 0,0,9        | 815             | Große, bewirtete Schutzhütte mit Grillstelle Tropfsteinschauhöhle                                                    |
| Wasenhalde           | 0,0,2        | 823             | Kolbingen in 2,5 km                                                                                                  |
| Hamburger Bühl       | 0,0,5        | 815             | Bärenthal in 5 km |
| Gansnest             | 0,1,5        | 800             | Aussichtsturm und ehemaliges Hochspeicherbecken des Wasserkraftwerks Fridingen                                       |
| Unter dem Gansnest   | 0,0,5        | 634             | |
| Fridingen            | 0,0,2        | 632             | Bahnhof |
| Fridingen            | 0,0,6        | 628             | Vorstadt |
| Knopfmacherfelsen    | 0,1,2        | 766             | Wegpunkt mit Gaststätte und Hotel Felsen in 50 m mit Blick auf den Donaudurchbruch                                   |
| Otterntäle           | 0,1,4        | 769             | |
| Stiegelesfelsen      | 0,0,5        | 777             | Burgruine Stiegelesfels Aussicht auf die Donau und Burgruine Kallenberg                                              |
| Fridingen            | 0,1,5        | 692             | Wegpunkt Am Antoni Ortskern von Fridingen in 0,5 km Der Donauberglandweg führt nach links in Richtung Beuron weiter. |

#### Wegbeschreibung
Die dritte Etappe nach Fridingen beginnt am nördlichen Rand von Mühlheim am Wegweiser Mühlenhöschle, direkt an der Kolbingerstraße und L 443. Sie führt dabei meist oberhalb der in Schlingen verlaufenden Donau auf waldreichen Abschnitten.

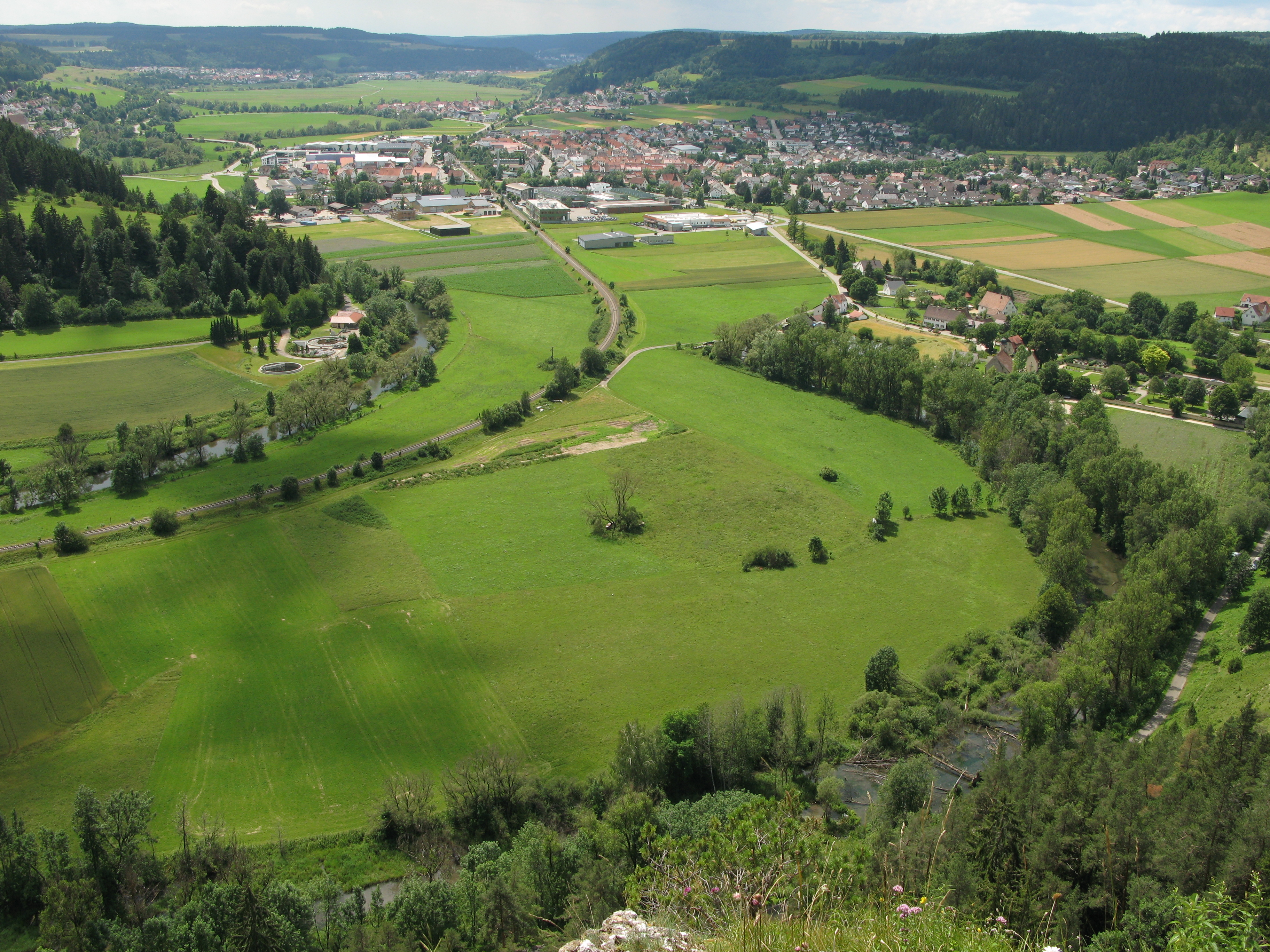
Aussicht vom „Gelber Fels“ auf Mühlheim

Kurz vor dem Anstieg in Richtung „Gelber Fels“ kommt die Etappe an einem Weiher und der Galluskirche von Mühlheim vorbei. Auf dem in einem Naturschutzgebiet liegenden schmalen und steilen Pfad sind kleine Felsen und ein alter Baum als Naturdenkmal geschützt, bis die nach rund 15 Minuten Gehzeit 1912 erschlossene Mühlheimer Felsenhöhle (Besuch mit Voranmeldung) erreicht wird. Vom „Gelber Fels“ kann man Mühlheim (teilweise mit der Oberstadt), und den Verlauf der Donau im Tal mit dem Donauradweg und der Bahnstrecke Tuttlingen–Inzigkofen sehen.
Nach dem Wegpunkt Einschlag (820 m ü. NHN) und 300 Meter vor der Kolbinger Höhle kommt die Strecke durch den Wald auf breiteren Forstwegen an einem weiteren Aussichtspunkt in das Hintelestal vorbei. Die Kolbinger Höhle ist die einzige Tropfsteinschauhöhle der Südwestalb. Bei dem Höhleneingang ist von einem weiteren Aussichtspunkt in der Ferne je nach Wetterlage Fridingen zu erkennen. Nach etwa zwei Kilometern ist der Gansnest-Turm (Höhe 17 m) erwandert, ein ehemaliges Schieberhaus der Hochspeicheranlage des Donaukraftwerks von Fridingen. Fridingen liegt direkt zu Füßen, in großer Distanz ist vom Turm aus das Schloss Bronnen zu sehen. Der Abstieg hinunter zum Bahnhof von Fridingen ist kurz, sehr steil und in Serpentinen angelegt.

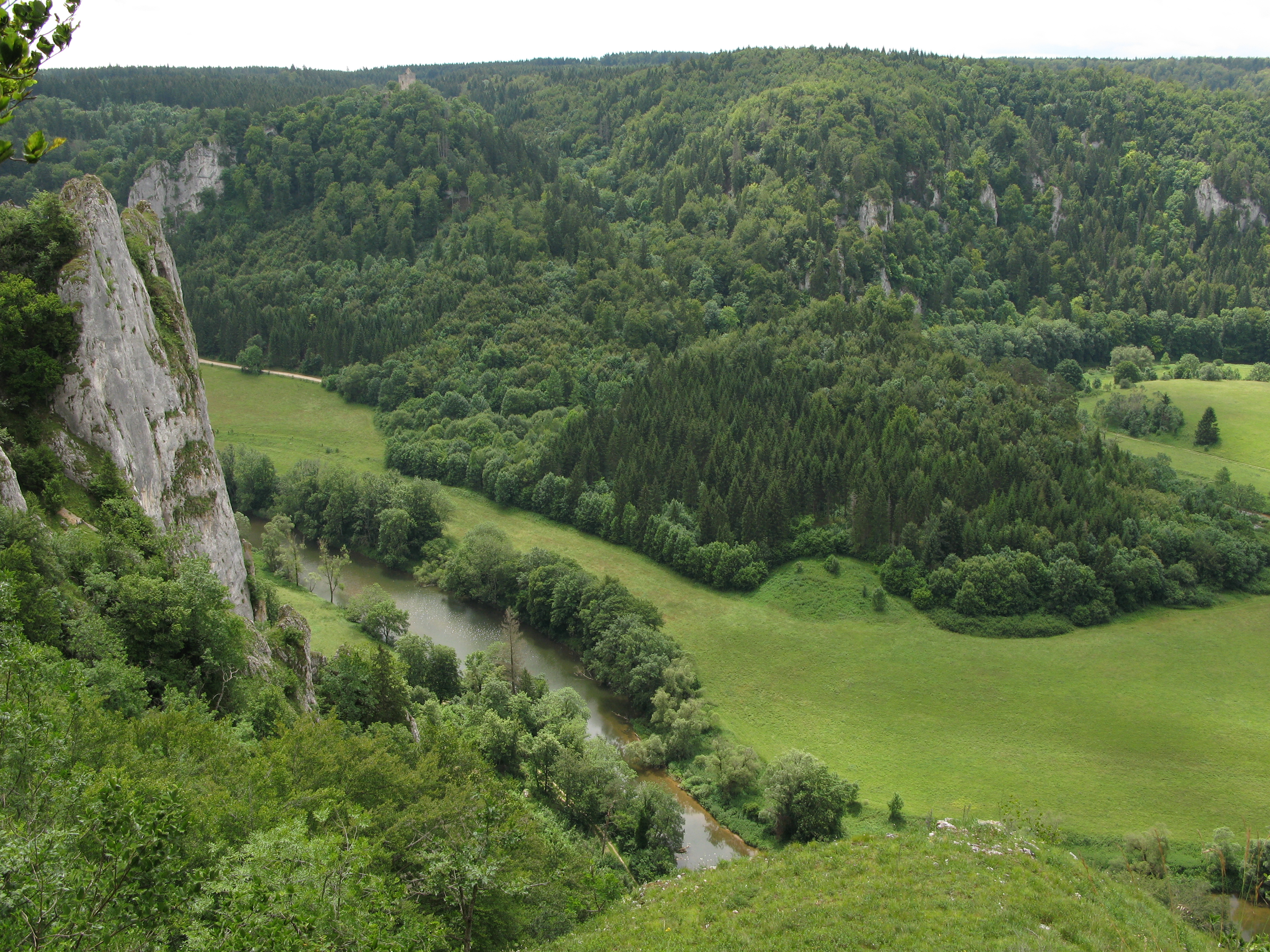
Stiegelesfelsen mit Burgruine Kallenberg

Nach etwa 600 Meter an der Straße entlang steigt der Weg in der Fridinger Vorstadt nach links an, während die Ortsmitte in etwa 600 m Entfernung geradeaus gelegen ist. Die Wegstrecke läuft auf einem breiten Waldweg nach oben zum Knopfmacherfelsen, dessen Name auf eine Sage aus dem Jahre 1823 zurückgeht. Von diesem Felsen (765 m) aus erkennt man den Donaudurchbruch bei Beuron, mit dem Kloster Beuron, auf die Probstfelsen und das Jägerhaus am Fuße des Schloss Bronnen rechter Hand. Der weitere Weg führt auf dem Plateau zunächst in 1,4 km Entfernung zum Wegpunkt Otterntäle (769 m) und biegt dort nach rechts ab, bis der oberhalb des Donautals befindliche Stiegelesfelsen in einem Naturschutzgebiet erreicht wird. Der Blick reicht bis hinüber zur Burgruine Kallenberg. Überreste der Burgruine Stiegelesfels sind bei diesem Felsen noch aufzufinden.
Nach einem kurzen Wegstück führt die Strecke an einer kleinen Kapelle (790 m) vorbei, die laut Inschrift teils aus den Überresten der nahe gelegenen Burg erstellt wurde und ein Denkmal an die erste Kirche sein soll, die auf diesem Berg stand. Wenig später geht es an dem Laibfelsen vorbei abwärts zum letzten Wegpunkt der Etappe Am Antoni (692 m), wo der Donauberglandweg nach links in Richtung Beuron zum Kloster weiterführt. Der historische Ortskern von Fridingen ist in 500 Metern auf dem kleinen Weg beim Skilift nach unten erreicht.

### Vierte Etappe: Fridingen an der Donau – Kloster Beuron

#### Übersicht
- Distanz: 12,0 km
- Gehzeit: ca. 4 ¾ Stunden
- Schwierigkeit: mittel

| Ort/Sehenswürdigkeit | Strecke (km) | Höhe (m ü. NHN) | Weitere Informationen                                                                                              |
| -------------------- | ------------ | --------------- | --- |
| Fridingen            | 0,0          | 692             | Wegpunkt Am Antoni Ortskern von Fridingen in 0,5 km                                                                |
| Ziegelsteg           | 0,0,8        | 620             | Überquerung der Donau Kreuzung mit dem Schwäbische-Alb-Südrand-Weg (Hauptwanderweg 2) Kreuzung mit dem Donauradweg |
| Schänzle             | 0,1,0        | 638             | Gasthaus in 0,4 km auf der Strecke                                                                                 |
| Wolfental            | 0,0,5        | 717             | |
| Burgruine Kallenberg | 0,0,2        | 751             | Wegpunkt, die Ruine findet sich linker Hand.                                                                       |
| Kallenberger Hof     | 0,0,1        | 740             | Überreste des Kallenberger Hofs                                                                                    |
| Buttentäle           | 0,1,1        | 733             | |
| Bachtal              | 0,1,5        | 703             | |
| Schloss Bronnen      | 0,3,7        | 766             | |
| Jägerhaushöhle       | 0,0,3        | 671             | Das Gasthaus Jägerhaus liegt abwärts in 0,3 km an der Donau.                                                       |
| Steinbrücke          | 0,1,0        | 657             | Lourdesgrotte in 0,1 km auf der Strecke                                                                            |
| Liebfrauental        | 0,0,4        | 629             | Kreuzung mit dem Schwäbische-Alb-Südrand-Weg (Hauptwanderweg 2)                                                    |
| Donau                | 0,0,5        | 608             | Tiefster Punkt des gesamten Donauberglandweges                                                                     |
| Kloster Beuron       | 0,0,9        | 610             | Ende am Klosterparkplatz, Holzbrücke in 0,2 km Anschluss an den Donau-Zollernalb-Weg Bahnhof in 0,3 km             |

#### Wegbeschreibung
Die vierte und letzte Etappe beginnt in Fridingen und führt schließlich zum Kloster Beuron, dem geistlichen Mittelpunkt des Oberen Donautals. Der Startpunkt ist der Wegpunkt Am Antoni, der von der Ortsmitte bei der Kirche nach oben durch die Straßen Kirchberg und Burgsteig in etwa 0,5 km in der Nähe des Skilifts zu finden ist.

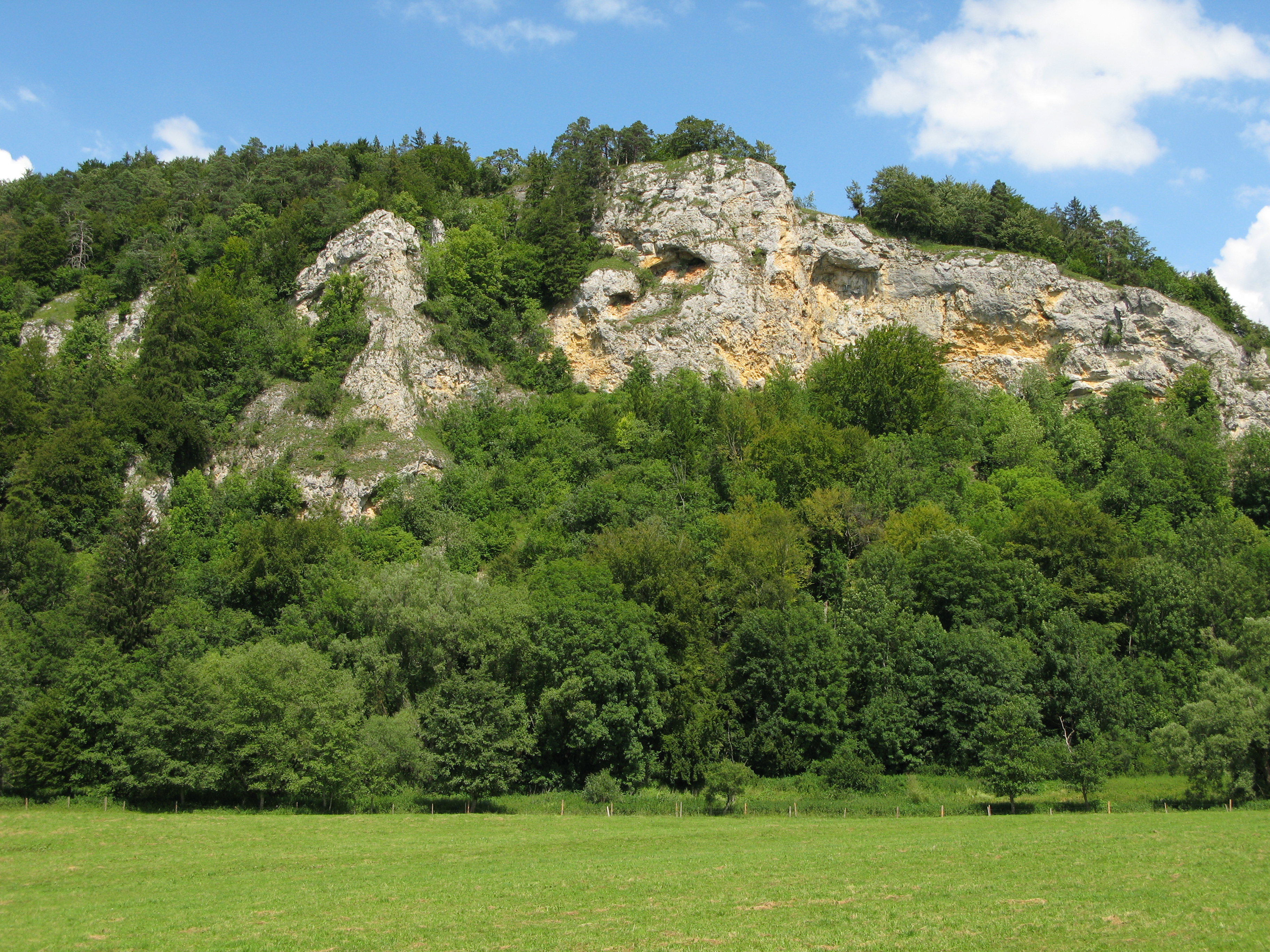
Laibfelsen bei Fridingen

Der Wanderweg verläuft zunächst auf einer Wiese hinunter. Während des Abstiegs nach unten zur sich im Tal schlängelnden Donau ist die Burgruine Kallenberg bereits oberhalb auf der anderen Seite des Donautals zu sehen. Die Donau wird zum einzigen Mal auf dem gesamten Donauberglandweg am Ziegelsteg (620 m ü. NHN) überquert. Dabei trifft der Donauberglandweg auf den Donauradweg und folgt ihn entlang der Donau bis zum Wegpunkt Schänzle. Auf diesem Wegstück sieht man den Laibfelsen oberhalb der anderen Flussseite.
Der Aufstieg zur Burgruine Kallenberg führt zunächst durch das eingeschnittene, dicht mit Wald und teilweise mit Felsen bedeckte Wolfental und biegt dort nach links auf einen Pfad ab. Die Ruine der um 1200 errichteten Höhenburg (776 m) findet sich linker Hand am Wegpunkt. Von den Überresten eines Gemäuers aus sieht man den Donaudurchbruch bei Beuron und das Schloss Bronnen. In unmittelbarer Nähe und auf dem weiteren Weg liegend sind noch einige von Wald und Pflanzen überwucherte Überreste eines von zwei zur Burg gehörenden Hofgütern, den Kallenberger Hof, zu sehen. Zu den Überresten gehören die Grundmauern des Wohnhauses, ein gewölbter kleiner Brunnen und eine Zisterne.
Der weitere, mit gut sechs Kilometern lange Weg zum Schloss Bronnen liegt meistens im Wald. Vor dem Wegpunkt Bachtal (703 m) geht es für ein kleines Wegstück auf einem schmalen, in Serpentinen führenden Pfad entlang, danach wieder auf breiteren Wald- und Forstwegen weiter. Auf der Strecke vor dem Schloss Bronnen gibt es vereinzelt Möglichkeiten von einigen Felsen aus in das Donautal von oben zu sehen. Das im Besitz der Herren von Enzberg befindliche und privat bewohnte Schloss Bronnen (766 m) ist nicht zugänglich. Somit ist kein direkter Blick nach unten zur Donau mit dem Jägerhaus möglich. Der Weg fällt bis zur nächsten Sehenswürdigkeit, der Jägerhaushöhle, auf einem engen Pfad in Serpentinen für knapp 100 Höhenmetern steil ab. Ab diesem Wegpunkt wird der steile Pfad nach rechts in Richtung der Bronner Wiese und dem Liebfrauental verlassen.

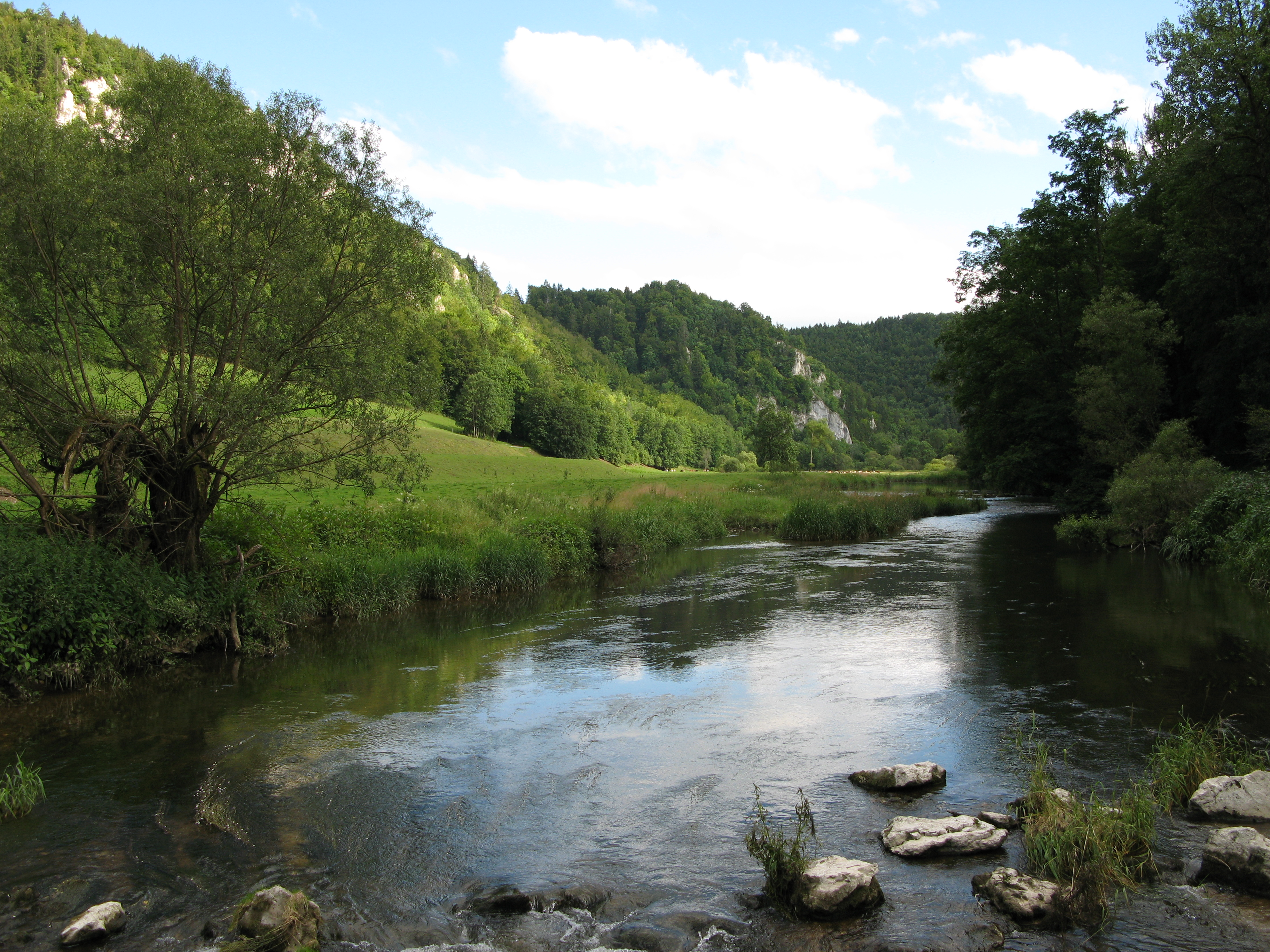
Donau am Jägerhaus

Ein Abstecher zum Jägerhaus ermöglicht es den Wanderern, das Donaudurchbruchstal von unten zu betrachten. Unterhalb des Jägerhauses führt eine kleine Brücke über die Donau.
Von der Bronner Wiese (717 m) ist das Schloss noch einmal aus einer anderen Perspektive zu sehen, ehe der Weg sich dem Ende neigt und in das Liebfrauental (629 m) führt. Im Tal trifft der Weg auf eine große Lourdesgrotte und den Wallfahrtsort, an dem sich ein Kreuzweg anschließt. Nach dem Wegpunkt Wassertretanlage kommt der Donauberglandweg noch einmal direkt an der Donau vorbei, unterquert dabei eine Brücke der Bahnstrecke Tuttlingen–Inzigkofen, um schließlich entlang der Felder am Parkplatz zu enden.

#### Fortsetzung
In Beuron findet der Weg eine mögliche Fortsetzung in der Via Beuronensis, einem Fernwanderweg nach Spanien.